# Friedrich von Raussendorf
Friedrich von Raussendorf (* um 1380; † um 1430 in Spremberg, Oberlausitz) war der erste (katholische) Pfarrer der Kirchgemeinde Spremberg (um 1420 bis um 1430), heute Stadt Neusalza-Spremberg, und Gegner der Hussitenbewegung in Böhmen.

## Leben

### Herkunft und frühe Jahre
Friedrich von Rawsendorff entstammte dem alten in Schlesien ansässigen Adelsgeschlecht von Raussendorf, das seit dem 13. Jahrhundert in der Oberlausitz nachweisbar ist und dort zu ansehnlichem Landbesitz gelangte. Am Ende des 14. Jahrhunderts (1392) wurden die von Raussendorfs vom böhmischen König Wenzel IV. – die Oberlausitz gehörte damals als Nebenland zur böhmischen Krone – mit den Dörfern Spremberg, Friedersdorf, Taubenheim und Sohland im Weichbild (Gerichtsbezirk) von Bautzen sowie Petrikau bei Breslau belehnt. Vor 1408 gelangte das Besitztum durch Verkauf an Heinrich von Raussendorf. Die Bestätigung erfolgte durch König Wenzel am 30. August 1408. Dieser Heinrich als neuer Spremberger Grundherr könnte der Vater Friedrichs und Sigmunds von Raussendorf gewesen sein, die nach dessen Tode vor 1430 urkundlich als Pfarrer und Grundherr von Spremberg nachweisbar sind. Heinrich von Raussendorf wurde als der „vielleicht tätigste des ganzen Geschlechts“ überliefert.

### Adliger Dorfgeistlicher
Friedrich war anscheinend der jüngere der beiden Brüder und deshalb nicht erbberechtigt. Aber da Sigmunds Spremberger Besitztum als Rittersitz für einen standesgemäßen Unterhalt der ländlichen Adelsfamilie ausreichte, galt auch das Auskommen seines Bruders Friedrich als gesichert, der sich während dieser Zeit für den Weg eines katholischen Geistlichen entschied und nach der Priesterweihe die Pfarrstelle in Spremberg bekam.
Zu Heinrich von Raussendorfs und seiner Söhne Zeit formierte sich im Königreich Böhmen die hussitische Volksbewegung (1415–1436/37), die auch die Oberlausitz erfasste. Die Anhänger des tschechischen Reformators und Predigers Jan Hus, der durch Urteil der päpstlichen Kurie und des Kaisers Sigismund 1415 in Konstanz als Ketzer auf dem Scheiterhaufen starb, verstärkten danach ihren politischen und militärischen Kampf gegen die Papstkirche, die kaiserliche Herrschaft, die mächtigen böhmischen Feudalgewalten und das Patriziat der reichen Städte Böhmens und der Lausitz, vor allem des verhassten Oberlausitzer Sechsstädtebundes. Aber auch Herrensitze, Kirchen und Klöster sollte die Wut der Hussiten treffen.

### Widersacher der Hussiten
Bereits 1426 bekämpfte ihr Vater, der Spremberger Ritter Heinrich von Raussendorf, die Hussiten in der Schlacht bei Aussig, in der die Böhmen siegten. Heinrich konnte entkommen. Zwei Jahre später – kurz vor seinem Tod – am 28. Mai 1428 unterstützte er angesichts der drohenden Hussitengefahr die Sechsstadt Bautzen, indem er 35 seiner Spremberger Bauern zu Arbeiten an den Stadtbefestigungen einsetzte. Friedrich von Raussendorf hingegen predigte von der Spremberger Kanzel wider die Hussiten als Ketzer. Die Spremberger Kirche galt in katholischer Zeit in der Umgebung als bedeutend und wohlhabend.
In dieser kriegerischen Zeit verwickelten sich der adlige Pfarrer und sein Bruder Sigmund, der Spremberger Grundherr, in Kampagnen mit fatalen Folgen. So paktierten beide eigennützig mit dem nordböhmischen Raubritter Mikusch (Mixi Panzer) von Smoyn, Schlossherr der Burg Friedewald bei Böhmisch-Kamnitz, der in der Gegend zwischen Bautzen und Löbau plünderte. Er war kein Verbündeter der Hussiten, aber ein Feind der Sechsstädte. Die von Raussendorfs zu Spremberg und Heinze von Lotticze (Luttiz), Herr zu Friedersdorf, und ihre Untertanen gewährten Mixi Panzer heimlich Unterstützung und Unterschlupf, so dass der adlige Räuber durch den Landvogt der Oberlausitz in Bautzen nicht gefasst werden konnte. Die Spremberger Pfarre diente bei diesen Aktionen als eine Art „konspiratives Zentrum“.
Während hussitischer Feldzüge gegen Bautzen und Löbau in den Jahren 1429 und 1431 wurde auch das Dorf Spremberg heimgesucht und anscheinend aus Rache dessen Kirche niedergebrannt. Da die Überlieferungen anschließend über Friedrich und Sigmund von Raussendorf schweigen, ist zu schlussfolgern, dass beide während des hussitischen Überfalls fliehen konnten oder umkamen. Merkwürdigerweise fehlen für die kommenden fast sechs Jahrzehnte bis 1488 Nachrichten zur Geschichte Sprembergs. Die Dorfkirche Spremberg war jedoch 1432 wieder aufgebaut worden, wie eine Tafel mit der Inschrift „Anno 1432“ dokumentierte, die sich bis 1901 an der Nordwand des Langhauses der damals abgebrochenen Kirche befand und heute verschollen ist.